# John Sadri
Pour les articles homonymes, voir Sadri.
John Sadri, né le 19 septembre 1956 à Charlotte, est un joueur de tennis américain.
Ce joueur mesurant 1,88 m est l'un des serveurs les plus puissants de la fin des années 1970. Il a été 14e joueur mondial et a atteint la finale de l'Open d'Australie en 1979, battu par Guillermo Vilas.

## Palmarès

### Titres en simple messieurs
| No | Date       | Nom et lieu du tournoi              | Catégorie | Dotation | Surface    | Finaliste    | Score              |  |
| -- | ---------- | ----------------------------------- | --------- | -------- | ---------- | ------------ | ------------------ |  |
| 1  | 31-12-1979 | Benson and Hedges Open, Auckland    |           | 50 000 $ | Dur (ext.) | Tim Wilkison | 6-4, 3-6, 6-3, 6-4 |  |
| 2  | 01-02-1982 | Tournoi de tennis de Denver, Denver |           | NC $     | NC         | Andrés Gómez | 4-6, 6-1, 6-4      |  |

### Finales en simple messieurs
| No | Date       | Nom et lieu du tournoi                                | Catégorie       | Dotation  | Surface      | Vainqueur       | Score                   |          |
| -- | ---------- | ----------------------------------------------------- | --------------- | --------- | ------------ | --------------- | ----------------------- | -------- |
| 1  | 24-12-1979 | Australian Open, Melbourne                            | G. Chelem       | 50 000 $  | Gazon (ext.) | Guillermo Vilas | 7-6, 6-3, 6-2           | Parcours |
| 2  | 02-03-1981 | Tournoi de tennis de Denver, Denver                   |                 | NC $      | NC           | Gene Mayer      | 6-4, 6-4                |          |
| 3  | 18-01-1982 | Mexico City WCT, Mexico                               | GP World Series | 300 000 $ | Terre (ext.) | Tomáš Šmíd      | 3-6, 7-6, 4-6, 7-6, 6-2 |          |
| 4  | 08-07-1985 | Volvo Hall of Fame Tennis Championships, Newport (RI) |                 | 100 000 $ | Gazon (ext.) | Tom Gullikson   | 6-3, 7-6                |          |

### Titres en double messieurs
| No | Date       | Nom et lieu du tournoi                                      | Catégorie | Dotation  | Surface      | Partenaire   | Finalistes                   | Score         |  |
| -- | ---------- | ----------------------------------------------------------- | --------- | --------- | ------------ | ------------ | ---------------------------- | ------------- |  |
| 1  | 02-06-1980 | Greater Manchester Grass Court Tennis Tournament Manchester |           | 25 000 $  | Gazon (ext.) | Tim Wilkison | Dennis Ralston Roscoe Tanner | 6-3, 6-4      |  |
| 2  | 05-07-1982 | Miller Lite Hall of Fame Championships Newport (RI)         |           | 100 000 $ | Gazon (ext.) | Andy Andrews | Syd Ball Rod Frawley         | 3-6, 7-6, 7-5 |  |
| 3  | 16-08-1982 | Tournoi de tennis de Stowe Stowe                            |           | 75 000 $  | Dur (ext.)   | Andy Andrews | Eric Fromm Mike Fishbach     | 6-3, 6-4      |  |

### Finales en double messieurs
| No | Date       | Nom et lieu du tournoi                 | Catégorie  | Dotation  | Surface         | Vainqueurs                     | Partenaire   | Score         |          |
| -- | ---------- | -------------------------------------- | ---------- | --------- | --------------- | ------------------------------ | ------------ | ------------- | -------- |
| 1  | 30-07-1979 | Volvo International North Conway       |            | 175 000 $ | Terre (ext.)    | Ion Țiriac Guillermo Vilas     | Tim Wilkison | 6-4, 7-6      |          |
| 2  | 31-12-1979 | Benson and Hedges Open Auckland        |            | 50 000 $  | Dur (ext.)      | Peter Feigl Rod Frawley        | Tim Wilkison | 6-2, 7-5      |          |
| 3  | 20-10-1980 | Melbourne Indoor Melbourne             | Grand Prix | 125 000 $ | Moquette (int.) | Fritz Buehning Ferdi Taygan    | Tim Wilkison | 6-1, 6-2      |          |
| 4  | 30-11-1981 | Toyota Australian Open Melbourne       | G. Chelem  | 200 000 $ | Gazon (ext.)    | Mark Edmondson Kim Warwick     | Hank Pfister | 6-3, 6-7, 6-3 | Parcours |
| 5  | 14-12-1981 | Robinson’s New South Wales Open Sydney |            | 125 000 $ | Gazon (ext.)    | Peter McNamara Paul McNamee    | Hank Pfister | 6-7, 7-6, 7-6 | Parcours |
| 6  | 02-12-1982 | Marlboro Australian Open Melbourne     | G. Chelem  | 350 000 $ | Gazon (ext.)    | John Alexander John Fitzgerald | Andy Andrews | 6-4, 7-6      | Parcours |
| 7  | 28-02-1983 | Copa Monterrey Monterrey               |            | 75 000 $  | Moquette (int.) | David Dowlen Nduka Odizor      | Andy Andrews | 3-6, 6-3, 6-4 | Parcours |

## Parcours dans les tournois duGrand Chelem

### En simple
| Année | Open d'Australie | Open d'Australie | Internationaux de France | Internationaux de France | Wimbledon       | Wimbledon     | US Open         | US Open       | Open d'Australie | Open d'Australie |
| ----- | ---------------- | ---------------- | ------------------------ | ------------------------ | --------------- | ------------- | --------------- | ------------- | ---------------- | ---------------- |
| 1978  | n.o.             | n.o.             | —                        | —                        | —               | —             | 3e tour (1/16)  | C. Dowdeswell | 1/8 de finale    | J. Marks         |
| 1979  | n.o.             | n.o.             | —                        | —                        | 3e tour (1/16)  | S. Mayer      | 2e tour (1/32)  | V. Amaya      | Finale           | G. Vilas         |
| 1980  | n.o.             | n.o.             | 1er tour (1/64)          | V. Winitsky              | 2e tour (1/32)  | I. Lendl      | 2e tour (1/32)  | B. Borg       | 1/4 de finale    | G. Vilas         |
| 1981  | n.o.             | n.o.             | —                        | —                        | 3e tour (1/16)  | T. Mayotte    | 1er tour (1/64) | S. Smith      | 1er tour (1/32)  | C. Letcher       |
| 1982  | n.o.             | n.o.             | —                        | —                        | 1er tour (1/64) | S. Denton     | 1er tour (1/64) | B. Teacher    | 1/8 de finale    | H. Pfister       |
| 1983  | n.o.             | n.o.             | —                        | —                        | 1er tour (1/64) | D. Gitlin     | 2e tour (1/32)  | J. McEnroe    | 2e tour (1/32)   | K. Flach         |
| 1984  | n.o.             | n.o.             | —                        | —                        | 1/4 de finale   | J. McEnroe    | 1er tour (1/64) | H. Leconte    | 1/8 de finale    | P. Cash          |
| 1985  | n.o.             | n.o.             | —                        | —                        | 2e tour (1/32)  | V. Gerulaitis | 1er tour (1/64) | A. Mansdorf   | 3e tour (1/16)   | H. Leconte       |
| 1986  | n.o.             | n.o.             | —                        | —                        | 3e tour (1/16)  | M. Anger      | 2e tour (1/32)  | J. Kriek      | n.o.             | n.o.             |
| 1987  | 1er tour (1/64)  | W. Masur         | —                        | —                        | 2e tour (1/32)  | K. Flach      | —               | —             | n.o.             | n.o.             |

N.B. : à droite du résultat se trouve le nom de l'ultime adversaire.

### En double
| Année | Open d'Australie | Open d'Australie | Internationaux de France | Internationaux de France | Wimbledon                                                                       | Wimbledon                                                                        | US Open                                                                            | US Open              | Open d'Australie     | Open d'Australie |
| ----- | ---------------- | ---------------- | ------------------------ | ------------------------ | ------------------------------------------------------------------------------- | -------------------------------------------------------------------------------- | ---------------------------------------------------------------------------------- | -------------------- | -------------------- | ---------------- |
| 1978  | n.o.             | n.o.             | —                        | —                        | —                                                                               | —                                                                                | 1er tour (1/32) T. Graham \|\| style="text-align:left;" \| W. Fibak T. Okker       | —                    | —                    |                  |
| 1979  | n.o.             | n.o.             | —                        | —                        | 1/2 finale T. Wilkison \|\| style="text-align:left;" \| Gottfried R. Ramírez    | 1/4 de finale T. Wilkison \|\| style="text-align:left;" \| R. Emerson F. Stolle  | 1/2 finale T. Wilkison \|\| style="text-align:left;" \| C. Letcher P. Kronk        |                      |                      |                  |
| 1980  | n.o.             | n.o.             | —                        | —                        | 1/8 de finale T. Wilkison \|\| style="text-align:left;" \| McNamara P. McNamee  | 1/8 de finale T. Wilkison \|\| style="text-align:left;" \| Pattison B. Walts     | 1er tour (1/16) T. Wilkison \|\| style="text-align:left;" \| C. Edwards E. Edwards |                      |                      |                  |
| 1981  | n.o.             | n.o.             | —                        | —                        | 1er tour (1/32) T. Wilkison \|\| style="text-align:left;" \| B. Guan Hampson    | —                                                                                | —                                                                                  | Finale H. Pfister    | Edmondson K. Warwick |                  |
| 1982  | n.o.             | n.o.             | —                        | —                        | 1er tour (1/32) A. Andrews \|\| style="text-align:left;" \| R. Frawley C. Lewis | 1er tour (1/32) A. Andrews \|\| style="text-align:left;" \| B. Manson B. Teacher | Finale A. Andrews                                                                  | Alexander Fitzgerald |                      |                  |
| 1983  | n.o.             | n.o.             | —                        | —                        | 1er tour (1/32) A. Andrews \|\| style="text-align:left;" \| S. Ball J. Canter   | 1/2 finale A. Andrews \|\| style="text-align:left;" \| Buehning Winitsky         | 2e tour (1/16) A. Andrews \|\| style="text-align:left;" \| H. Pfister E. Teltscher |                      |                      |                  |
| 1984  | n.o.             | n.o.             | —                        | —                        | 1er tour (1/32) A. Andrews \|\| style="text-align:left;" \| P. Cash P. McNamee  | 1/8 de finale A. Andrews \|\| style="text-align:left;" \| M. Bauer C. Motta      | 2e tour (1/16) A. Andrews \|\| style="text-align:left;" \| Edmondson S. Stewart    |                      |                      |                  |
| 1985  | n.o.             | n.o.             | —                        | —                        | —                                                                               | —                                                                                | 1er tour (1/32) V. Amritraj \|\| style="text-align:left;" \| Gullikson             | —                    | —                    |                  |

N.B. : le nom du ou de la partenaire se trouve sous le résultat ; le nom des ultimes adversaires se trouve à droite.